# Naled
Naled és un insecticida organofosfat registrar per primera vegada per al seu ús com un "insecticida adulticida" en el 1959. S'utilitza principalment per controlar els mosquits adults (pesticides de l'EPA - Control dels Mosquits, 2007). Naled es descompon en diclorvós.

## Descripció química
Naled és un líquid que va de l'incolor al groc. De 93% de puresa, amb una aroma lleugerament picant (INCHEM, 1978). No és soluble en aigua, però s'hidrolitza ràpidament en aigua (INCHEM, 1978).

## Ús i aplicacions
Aproximadament un milió de lliures es gasten cada any als Estats Units. Un 70% s'utilitza per al control de mosquits adults i el 30% restant s'utilitza en diversos fins agrícoles: cotó a Califòrnia i Louisiana, l'alfals a Idaho i Oregon, i el raïm a Califòrnia (Cox, 2002). El naled s'aplica des dels ruixadors muntats en els camions o avions. Dispersen gotes d'aerosol molt fines que romanen suspeses en l'aire i maten els mosquits adults per contacte (EPA).
Com la majoria d'altres pesticides Arxivat 2012-05-18 a Wayback Machine.(anglès), naled només representa un petit percentatge del producte aplicat. Pel control de plagues de mosquits, la taxa màxima d'ingredient actiu (naled) és de 0,1 kg per hectàrea. Els ingredients inerts es troben en la majoria d'aplicacions en pesticides i naled no és una excepció.
Gairebé tot el naled s'administra per via aèria, ja que el naled també és tòxic pels insectes beneficiosos (Cox, 2002). Estudis realitzats han trobat que la contaminació del naled tant es troba a 750 metres de la zona d'aplicació com en zones llunyanes. Aquests estudis s'han realitzat per la Universitat de Florida (Cox, 2002). Per desgràcia, la ruta més tòxica és l'exposició per inhalació d'aquest compost organofosfat. L'aplicació més comuna és crear una boira sobre la zona afectada. (ATSDR, 2007).

## Afectes sobre la salut
Referit a l'article - Cholinesterase Inhibitor Arxivat 2012-06-15 a Wayback Machine.
Naled té afectes negatius sobre la salut, ja que inhibeix el mecanisme de la colinesterasa que són comuns a tots els organofosfats. És nociu per la pell i irritant pels ulls, però és més nociu i potent quan s'inhala. (Cox, 2002). Els toxicòlegs de la Universitat de Califòrnia van trobar que quan les rates inhalaven el naled, aquest és vint vegades més tòxic per inhalació que per ingesta (Cox, 2002).
Efectes crònics
Els estudis realitzats sobre els gossos i les taxes, van mostrar que naled causa dany crònic del sistema nerviós, donant com a resultat una mineralització de la medul·la espinal i la disminució de l'activitat nerviosa del sistema enzimàtic que va portar a una paràlisi parcial (Cox, 2002).
Afectes ambientals
Naled és pràcticament no persistent en el medi ambient, però és molt tòxic per a la majoria dels organismes (EXTOXNET, 1996).
Degradació i mobilitat
Naled es divideix en diclorvós i àcid dicloroacètic mitjançant la hidròlisi i biodegradació, però tots es dissipen ràpidament a terra en condicions normals(EPA IRED - Naled, 2002). La seva vida mitjana en aigua és al voltant de dos dies (EXTOXNET, 1996).
Organismes aquàtics
L'EPA estableix que "hi ha riscos potencials per als peixos i invertebrats marins, però no són motiu de gran preocupació" (EPA IRED - Naled, 2002). Això no obstant, el mateix document dirà "L'EPA no té dades suficients per estimar riscos crònics "(EPA IRED - Naled, 2002). També hi ha informes contraris de Cox que diuen que és "altament tòxic per a la truita de llac, altament tòxic per a la truita arc de Sant Martí, truita degollada, i el peix gat, i moderadament tòxic per als peixos lluna, peix petit, i baix" (Cox, 2002). També és tòxic per als insectes aquàtics beneficiosos com els plecòpters (Cox, 2006). El debat per tant, rau en si té una vida llarga en el medi ambient per fer mal.
Aus
Naled és moderada a altament tòxic per a moltes espècies d'aus especialment oques canadenques (EXTOXNET, 1996 i Cox, 2002). També s'ha demostrat que afecten a la reproducció d'ànecs collverds (Cox, 2002).
Organismes Benèfics
És tòxic per a les abelles i stoneflies (EXTOXNET, 1996).
Espècies en perill d'extinció
Les avaluacions per part de diversos grups, incloent l'EPA i el Servei de Pesca i Vida Silvestre dels Estats Units Servei (USFW), han conclòs que l'ús de naled posa en perill l'extinció de moltes espècies en risc (Cox, 2002). Els nivells acceptables de preocupació (LOC) per a les espècies en perill d'extinció se superen en nombroses ocasions, com ho demostra la pàgina 64 de (l'EPA reinscripció opinió per Naled) Arxivat 2012-06-15 a Wayback Machine..

## Regulació
Naled es va registrar per primera vegada als Estats en 1959 per AMVAC Chemical Corporation com un insecticida Arxivat 2012-06-15 a Wayback Machine. (Cox, 2002). Se li va concedir "reinscripció provisional" el 2002 i després "tornar a registrar" el 2006 (Plaguicides de l'EPA - reinscripció, 2007).